# Donald Bisset
Donald Bisset (ur. 30 sierpnia 1910, zm. 10 sierpnia 1995) – brytyjski aktor filmowy oraz pisarz. Autor opowiadań dla dzieci.

## Adaptacje filmowe
- Bajki Donalda Bisseta[1] – radziecka seria filmów lalkowych zrealizowana w latach 80. XX wieku przez studio Ekran.